# Camilla Roos
Camilla Roos, född 4 maj 1964 i Gävle, är en finlandssvensk manusförfattare, manuskonsult och dokumentärfilmare.

## Biografi
Roos är uppvuxen i Helsingfors, Nagu och Jakobstad. Hon har en fil.kand. i filmvetenskap och pedagogik vid Stockholms universitet samt har studerat filmproduktion och manusskrivande vid Stockholms Filmskola, Nordens folkhögskola Biskops-Arnö och Script Factory i London. Roos vann 1996 första pris i den finlandssvenska manustävlingen Ord för bild, hennes manus blev novellfilmen Svart, vitt, rött (1997) med Johan Widerberg och Irina Björklund i huvudrollerna. Roos har även adapterat Tove Janssons berättelser Den stora resan (regi: Klaus Härö) och Huvudrollen (regi: Saara Cantell) samt Göran Tunströms novell Skenäktenskap (regi: Marcelo Racana). 
Under 1990-talet till början av 2000-talet var Roos verksam som filmpedagog på Folkets Bios biograf Zita, därefter som lärare vid Stockholms Filmskola, Gamleby TV-produktionsutbildning och som universitetsadjunkt på Manusutbildningen vid Umeå universitet. År 2000 blev hon uttagen i EU Medias Euroscript Competition. Hon är även initiativtagare till Ny finsk film, ett samarbete mellan Finlandsinstitutet och Folkets Bio som pågått sedan 2000 samt curerat kortfilmsvisningar för Wift Finland. 
Roos var chefredaktör för Filmjournalen 2015-2016. Hon är initiativtagare och ansvarit redaktör för webbtidningen Filmvision Finland som startades 2022.
Roos dokumentärfilm Barn nr 182  hade premiär under DocPoint 2024 i Helsingfors och var även nominerad till Bästa inhemska dokumentärfilm  och Honorable Mention Winner 2025 på New Jersey international Filmfestival. (2)

## Filmografi (manusarbete)
- 1997 – Svart, vitt, rött (manus)
- 1999 – Nattflykt (manus)
- 1999 – Hur man diskar i Finland (äv. regi)
- 2000 – Indy & ballongerna (äv. producent)
- 2002 – Skenäktenskap (manus)
- 2002 – Lyckantropen (dramaturg)
- 2002 – Flickan i spegeln (dramaturg)
- 2003 – Den andra sidan (dramaturg)
- 2003 – Boban hockeystjärnan (dramaturg)
- 2005 – Huvudrollen (manus)
- 2005 – Uttagningen (dramaturg)
- 2005 – Den stora resan (manus)
- 2005 – Stockholm Boogie(dramaturg)
- 2005 – Häktet (dramaturg)
- 2006 – Desmond & träskpatraskfällan (dramaturg)
- 2006 – Veteranbilsträff i Trollhättan (äv. regi)
- 2007 – Sista dagen (dramaturg)
- 2008 - Ett lass skrot (även prod. & regi)
- 2008 – Här ligger hemmet (dramaturg)
- 2010 – I väntan på examinering (dramaturg)
- 2012 - Djurens dag (dramaturg)
- 2012 - A Society (dramaturg)
- 2013 - Ömheten (2013) (dramaturg)
- 2014 - Den bästa vännen (manus)
- 2014 - Skägget är  löst (dok. kortfilm)
- 2019 - Skrothandlarn - Min bror & hans gäng (dokumentär)
- 2021 - Min Barbie & jag" (dokumentär)
- 2024 - Barn nr 182 (dokumentärfilm)